# La Bastide-Clairence
La Bastide-Clairence (tiếng Basque: Bastida Arberoa) là một xã thuộc tỉnh Pyrénées-Atlantiques trong vùng Aquitaine ở tây nam nước Pháp. Xã này nằm ở khu vực có độ cao trung bình 28 mét trên mực nước biển.
Xã nằm trong tỉnh cũ Lower Navarre.

## Nhân vật địa phương nổi tiếng
- Armand Joseph Dubernad (1741–1799).